# Pseudosoloe monosticta
Pseudosoloe monosticta là một loài bướm đêm trong họ Geometridae.